# Les Nôtres (film, 2004)
Pour les articles homonymes, voir Les Nôtres.
Pour plus de détails, voir Fiche technique et Distribution.
Les Nôtres (Свои, Svoi) est un film de guerre russe réalisé par Dmitri Meskhiev en 2004.

## Synopsis
Été 1941 : les Allemands bousculent les armées soviétiques après la rupture du pacte germano-soviétique. Parmi les prisonniers, trois s'évadent dont deux commissaires politiques, dans la famille du troisième. Le village va en être bouleversé.

## Fiche technique
- Réalisation : Dmitri Meskhiev
- Scénario : Valentin Tchernykh
- Musique : Sergueï Starostine (ru), Sviatoslav Kourachov
- Photographie : Sergueï Matchilski (ru)
- Son : Constantin Zarine
- Durée : 111 min
- Pays :  Russie
- Langue : Allemand | Russe
- Couleur : Couleur
- Aspect Ratio : 2,35 : 1
- Son : Dolby Digital

## Distribution
- Constantin Khabenski : Livchits, instructeur politique
- Sergueï Garmach : commissaire politique
- Mikhaïl Evlanov : Mitka, sniper
- Bogdan Stoupka : père du sniper
- Natalia Sourkova (ru) : Anna, voisine
- Anna Mikhalkova : Katerina, fiancée de Mitka
- Fiodor Bondartchouk : chef de la milice (Polizei)

## Récompenses
- Meilleur film, meilleur réalisateur et meilleur acteur, prix de la critique au festival de Moscou
- Meilleur acteur au Festival international du film de Marrakech
- Nommé pour le meilleur acteur aux Prix du cinéma européen
- Meilleur film, meilleur scénario et meilleur acteur selon la Russian Critics Guild
- Meilleur film, meilleur scénario, meilleur acteur et meilleur son aux cérémonies du Nika